# Earth Girls Are Easy
Las chicas de la tierra son fáciles (Earth Girls Are Easy) es una película musical estadounidense de 1988 que mezcla ciencia ficción y comedia romántica dirigida por Julien Temple y protagonizada por Geena Davis, Julie Brown, Jeff Goldblum, Damon Wayans y Jim Carrey. El argumento está basado en la canción "Earth Girls Are Easy", del disco de Julie Brown publicado en 1984 Goddess In Progress.

## Argumento
La película empieza con tres peludos extraterrestres --el azul Mac (Goldblum), el amarillo Zeebo (Wayans), y el rojo Wiploc (Carrey)-- viajando en una nave espacial. Han pasado largo tiempo a bordo sin compañía femenina y entonces reciben una emisión que muestra mujeres. Fascinados por estas criaturas sin pelo, deciden ir en su busca y aterrizan en el planeta Tierra, concretamente en California Del sur.
Valerie Gail (Davis) trabaja en una peluquería. Cuando siente que su prometido, el Dr. Ted Gallagher (Charles Rocket), está perdiendo el interés por ella, decide seducirle con un cambio de imagen que resulta inútil: él la está engañando con su enfermera.
Valerie rompe con él y al día siguiente, cuando está tomando sol, los tres alienígenas se estrellan con su nave en su piscina. A pesar de que son algo zafios ella se hace su amiga y llama su amigo Woody (Michael McKean) para que drene la piscina y así liberar la nave. Entretanto, les acoge en su casa. Al principio el lenguaje es un problema, pero los alienígenas rápidamente absorben la cultura pop estadounidense y el idioma inglés mirando la TV.
Esperando camuflarlos, Valerie les lleva a la peluquería, donde Candy Pink (Julie Brown, coescritora y coproductora) les afeita y resultan tener un aspecto humano bastante atractivo. Esa noche salen de fiesta a discotecas de Los Ángeles donde su imagen, agilidad y sus increíblemente largas lenguas despiertan la admiración de muchas chicas. Valerie y Mac se siente atraídos y una vez en casa descubren que son anatómicamente compatibles y hacen el amor.
Al día siguiente, la piscina está drenada, y Zeebo y Wiploc está trabajando en su nave cuando Woody les invita a la playa, pero acaban al volante y conduciendo al estilo kamikaze por una autopista.
Mac (el más maduro de los tres) intuye que sus compañeros de tripulación están en problemas y acude a ayudarles.
La persecución finaliza en accidente y Zeebo y Wiploc son ingresados en Urgencias del hospital local. Allí, son examinados por Ted, quien descubre que tienen dos corazones. Valerie y Mac eluden a la policía, y disfrazados como doctor y enfermera, se infiltran en el hospital, los liberan y convencen a Ted de que es víctima de un delirio. Insegura de sus sentimientos hacia un alien, Valerie y Ted se reconcilian y planean ir a Las Vegas para casarse.
Mac, desilusionado, termina de reparar la nave, pero Ted la descubre y llama a la policía. Valerie se da cuenta por fin de que está enamorada de Mac y se van juntos en la nave.

## Reparto
- Geena Davis es Valerie Gail, una empleada de peluquería que vive en el San Fernando Valle en California Del sur.
- Jeff Goldblum es Mac, el alienígena líder.
- Jim Carrey es Wiploc, un alienígena rojo.
- Damon Wayans es Zeebo, un alienígena amarillo.
- Julie Brown es Candy Pink, amiga y colega de Valerie.
- Michael McKean es Woody, amigo chapuzas de Valerie, un viejo surfista.
- Charles Rocket es Dr. Ted Gallagher, médico prometido de Valerie.
- Larry Linville es Dr. Bob
- Rick Overton es Dr. Rick
- Angelyne es ella misma.
- Lisa Boyle es una bailarina.

## Producción
Originalmente la película iba a ser producida por Warner Bros, pero el estudio rechazó hacerlo cuando Absolute Beginners, el anterior trabajo de Temple, fue un fracaso de taquilla. El papel de Valerie fue ofrecido a Madonna y Molly Ringwald, pero lo rehusaron. Finalmente el banco francés Crédit Lyonnais apalabró financiar la película si Temple reducía el presupuesto a $4 millones. Dino De Laurentiis apalabró distribuirlo.
El rodaje comenzó a finales de 1987, el guion estuvo influido por El profesor chiflado y la película experimentó retrasos tanto en el rodaje como en la posproducción, donde se cortaron numerosas escenas (algunas de ellas aparecen en los extras del DVD). El número musical "cause I´m a Blonde" fue insertado más tarde y por eso no aparece ninguno de los protagonistas principales. Para más desgracia el Grupo De Laurentiis entró en bancarrota.
Los preestrenos funcionaron muy bien, lo que despertó el interés de distribuidores como Nuevo Mundo, MGM y 20th Century Fox, pero finalmente Vestron Pictures se hizo con los derechos de distribución. La película debutó en el Festival de cine de Toronto en septiembre de 1988 pero problemas legales retrasaron su estreno hasta mayo de 1989.

## Recepción
La película recibió generalmente críticas positivas. Roger Ebert concluyó, «Earth Girls Are Easy es tonta y previsible, pero divertida». Leonard Maltin lo llamó un «contagiosamente descerebrado musical» que provoca «buenas risas y estar colgado por Davis». Pittsburgh-Post dijo sobre la absurdidad de la película que "es tan alegre y suceden tantas cosas estúpidas que no debería recomendarla, pero estoy tentado de hacerlo." Algunos criticaron la película por parecer «un vídeo musical extenso». La taquilla no funcionó muy bien y no hubo beneficios — pero últimamente la película se considera de culto, debido a que en su reparto se juntaron famosos actores que aún no eran estrellas como Jeff Goldblum, Damon Wayans, y sobre todo, Jim Carrey cuyo éxito años más tarde renovó el interés en sus películas más tempranas. Las Chicas de la Tierra Son Fáciles  tiene un 66% en la web Tomates Podridos.

## Legado
La película ha inspirado a la cantante Britney Spears y a la australiana Iggy Azalea su vídeo de 2015 "Pretty Girls". Su vídeo ha logrado más de 150 millones de vistas en YouTube

## Banda sonora
Un álbum de la banda sonora fue publicado en vinilo, casete, y CD por Sire Records pero actualmente se encuentra descatalogado.

## Teatro
En septiembre de 2001 se hizo una versión teatral de muestra. Julie Brown retomó su papel de Candy Pink, Kristin Chenoweth fue Valerie, Marc Kudisch fue Ted y el Hunter Foster fue Mac. Estas funciones se hicieron solo para encontrar inversores para la versión definitiva del espectáculo.
Desafortunadamente, el ambiente no estaba para bromas, era los días posteriores a los atentados del 11 de septiembre y el espectáculo nunca logró los inversores necesarios.